# Den kära leken
Den kära leken är en svensk dramafilm från 1959 i regi av Kenne Fant. I rollerna ses bland andra Bibi Andersson, Sven Lindberg, Lars Ekborg, Sigge Fürst och Sif Ruud.
Filmens förlaga var pjäsen Babels torn av Lars Helgesson och Helgesson skrev även filmens manus, dock i en fri tolkning. Manuset var hans första för filmen. Producent var Gösta Hammarbäck, fotograf Max Wilén och klippare Carl-Olov Skeppstedt. Musiken komponerades av Lennart Fors. Inspelningen ägde rum 1 april-mitten av maj 1959 i Svenska AB Nordisk Tonefilms ateljéer i Stockholm samt i Båstad, Mölle, Tylösand och Visby. Filmen premiärvisades 30 september samma år på biografen Sergel i Stockholm.

## Handling
Lena och Sven grälar och skiljs åt. Efter en rad förvecklingar återser de varandra på slutet och försonas.

## Rollista
- Bibi Andersson – Lena/fröken Blå, fröken Grön, fröken Vit, fröken Röd
- Sven Lindberg – Sven, arkitekt, Lenas man
- Lars Ekborg – Pelle, vän
- Sigge Fürst – Adolf Gusander, filmvisare
- Sif Ruud – telefonisten

### Fotnoter
1. 1 2 3  ”Den kära leken”. Svensk Filmdatabas. http://www.sfi.se/sv/svensk-filmdatabas/Item/?itemid=4595&type=MOVIE&iv=Basic&ref=/templates/SwedishFilmSearchResult.aspx?id%3d1225%26epslanguage%3dsv%26searchword%3dden+k%C3%A4ra+leken%26type%3dMovieTitle%26match%3dBegin%26page%3d1%26prom%3dFalse. Läst 14 mars 2013.